# Ekby socken
För socknen på Öland som före 1940 bar detta namn, se Egby socken.
Ekby socken i Västergötland ingick i Vadsbo härad, ingår sedan 1971 i Mariestads kommun och motsvarar från 2016 Ekby distrikt.
Socknens areal är 22,34 kvadratkilometer varav 22,02 land. År 2000 fanns här 271 invånare.  Kyrkbyn Ekby med sockenkyrkan Ekby kyrka ligger i socknen.

## Administrativ historik
Socknen har medeltida ursprung.  
Vid kommunreformen 1862 övergick socknens ansvar för de kyrkliga frågorna till Ekby församling och för de borgerliga frågorna bildades Ekby landskommun. Landskommunen uppgick 1952 i Ullervads landskommun som 1971 uppgick i Mariestads kommun. Församlingen uppgick 2009 i Ullervads församling.
1 januari 2016 inrättades distriktet Ekby, med samma omfattning som församlingen hade 1999/2000.  
Socknen har tillhört län, fögderier, tingslag och domsagor enligt vad som beskrivs i artikeln Vadsbo härad. De indelta soldaterna tillhörde Västgöta regemente, Vadsbo kompani och Livregementets husarer, Vadsbo skvadron, Vadsbo kompani.

## Geografi
Ekby socken ligger söder om Mariestad med Tidan i väster. Socknen är en odlad slättbygd med skogsmark i öster. 

## Fornlämningar
Boplatser från stenåldern är funna. Från järnåldern finns ett gravfält, stensättningar och en sliprännesten. Fossil åkermark har påträffats. 
Vid Backetomten, nära bygdegården, finns sexton sliprännor inslipade i ett block, strålformigt placerade från mitten. De är troligen från sten- eller bronsålder. Vid Vallby finns ett gravfält med fem fornlämningar, två högar och tre möjliga, dock något skadade stensättningar. På platsen finns även ett okänt antal flatmarksgravar, med brända ben i urnor. Vid potatisgrävning i en av högarna hittades en del ben och sot, och i närheten kommer en fyndighet med gammal järnslagg.
Ett par lösfynd har gjorts. Vid Västergården har en prickhuggen skafthålsyxa hittats, och vid samma gård på en åker har resterna av en antagen boplats hittats med fynd av yxor, avslag med mera, likaså ska en slaggförekomst med förhistorisk slagg finnas. Vid grundgrävning av en kvarn på den plats som idag är kraftverket har en flintmejsel hittats och så vidare. Drygt tio yxor med känd fyndplats har grävts fram i socknen. Ävensom ett par rösen och stensättningar, några boplatser osv. är kända.

## Namnet
Namnet skrevs 1397 Eghby och kommer från kyrkbyn. Namnet innehåller by, 'by; gård' och ek, troligen syftande på ett större trädbestånd.